# Regola delle 5 W
La regola delle 5 W (iniziali di Who, What, When, Where, Why) è considerata la regola principale dello stile giornalistico anglosassone. In inglese è nota sia come Five Ws che come W-h questions e fanno parte delle regole di buona formazione del discorso.
La regola delle 5 W è anche utilizzata nel problem solving e, con alcune modifiche, nella pianificazione dei processi.

## Descrizione
Le cinque W stanno per:
- Who? [«Chi?»]
- What? [«Che cosa?»]
- When? [«Quando?»]
- Where? [«Dove?»]
- Why? [«Perché?»]

Sono considerati i punti irrinunciabili che devono essere presenti nella prima frase (l'attacco o lead) di ogni articolo, come risposta alle probabili domande del lettore che si accinge a leggere il pezzo.
La scelta delle particelle interrogative è arbitraria poiché non tutte le particelle interrogative in inglese cominciano per W. Viene enunciata in questo modo per motivi mnemonici, ma sicuramente anche eufonici (l'inclinazione dei popoli anglosassoni per questo tipo di effetti è documentata sin dalla letteratura in inglese antico, che conta svariati componimenti in poesia allitterativa).
La regola è quindi un promemoria per chi, dovendo accingersi a scrivere un pezzo, è facilitato nel raccogliere le idee e/o a non scordare informazioni essenziali: ad esempio per chi deve trasmettere rapidamente informazioni (pensiamo al cronista sportivo al telefono con la redazione durante la partita), ovvero deve superare il comune blocco psicologico definito popolarmente “sindrome del foglio bianco”.
Il cronista, in generale, la utilizzerà liberamente, integrandola con altre informazioni o eliminando quelle non essenziali o irrilevanti al soggetto: ad esempio, per un resoconto di costume generalmente si risponde anche alla domanda “how” (come), descrivendo l'evento; per contro, in un articolo di cronaca nera, rispondere alla W di “why” (perché) è principalmente compito degli inquirenti, ed il cronista ne riferirà in seguito se le indagini avranno avuto successo.
L'utilità della regola è pertanto quella di aiutare a sintetizzare al massimo le informazioni importanti, all'interno di uno stile conciso ed essenziale qual è, ad esempio, quello dei “lanci di agenzia”. Per un articolo più lungo, o qualsiasi altro resoconto, possono costituire uno scheletro intorno al quale far crescere l'esposizione: non è raro per gli insegnanti di lingua consigliare ai propri studenti di partire da queste semplici informazioni per i loro scritti.
La regola enunciata in inglese ha una forma dettata anche da considerazioni estetiche. Anche nella forma in cui viene spesso enunciata in italiano conserva in parte l'allitterazione iniziale, che rimane un utile appiglio per la memoria.

## Storia

### ILoci argumentorum
I filosofi e retori dell'antichità hanno indagato approfonditamente la possibilità di esplorare un tema di discussione attraverso una griglia di domande fisse e standardizzate.
Il retore Ermagora di Temno, secondo quanto riferisce lo pseudo-Agostino nel De Rhetorica , definì sette «circostanze» quali tòpoi di un tema:
Quis, quid, quando, ubi, cur, quem ad modum, quibus adminiculis..
Anche Cicerone possedeva una tecnica di argomentazione simile [cioè basata sui fatti (circostanze, i loci) che caratterizzano un tema]. Quintiliano discusse i loci argumentorum, ma non li strutturò in forma di domande .
Vittorino espose il sistema di Cicerone mettendo in corrispondenza i fatti con le domande di Ermagora:
Anche Giulio Vittore  creò una lista di circostanze in forma di domanda 
Boezio "applicò le sette circostanze all'oratoria e ne fece elementi fondamentali per l'arte dell'accusa e della difesa":
Quis, quid, cur, quomodo, ubi, quando, quibus, auxiliis?

Il metodo delle domande fu ripreso nel XII secolo Teodorico di Chartres e Giovanni di Salisbury .
Allo scopo di attribuire la pena appropriata per ogni peccato, il 21º canone del Concilio Lateranense IV (1215) incoraggia i confessori ad indagare sia i peccati sia le circostanze che li hanno provocati. La forma a domanda divenne popolare presso tutti i confessionali e apparve in diverse varianti:
- Quis, quid, ubi, per quos, quoties, cur, quomodo, quando.
- Quis, quid, ubi, quibus auxiliis, cur, quomodo, quando.
- Quis, quid, ubi, cum quo, quotiens, cur, quomodo, quando.
- Quid, quis, ubi, quibus auxiliis, cur, quomodo, quando.
- Quid, ubi, quare, quantum, conditio, quomodo, quando: adiuncto quoties.

### Gli otto elementi di San Tommaso d'Aquino
In ambito filosofico e teologico morale è ben conosciuto lo schema creato da San Tommaso D'Aquino nella sua opera più famosa, la Summa Theologiae, in cui, alla fine del XII secolo, il teologo individuò gli elementi fondamentali che identificano la struttura dell'azione morale.

Le circostanze
Nella sua opera principale, Tommaso dà grande importanza ad un insieme di elementi secondari che influiscono sulla moralità di un'azione, solitamente indicati come circostanze. 

A questo riguardo, il filosofo fa una distinzione tra condizioni che riguardano l'oggetto (i già citati quando, ubi, quantum e quid) e condizioni che riguardano il soggetto agente. Infatti, esistono infinite circostanze in cui il soggetto ha potuto agire, ognuna delle quali conferisce all'azione un diverso significato. Nel caso del furto, ad esempio, oltre ai già menzionati quomodo, quibus auxiliis e cur, vanno considerate le condizioni in cui si trovava il soggetto al momento dei fatti. Il ladro potrebbe aver agito “spinto da necessità primarie” oppure “in preda alla disperazione per i debiti” o piuttosto “sotto effetto di stupefacenti”.
Tommaso distingue in un'azione otto elementi fondamentali:
| N° | Latino          | Italiano          | 5 W     |
| -- | --------------- | ----------------- | ------- |
| 1. | QUIS            | «Chi»             | “Who”   |
| 2. | QUID            | «Che cosa»        | “What”  |
| 3. | QUANDO          | «Quando»          | “When”  |
| 4. | UBI             | «Dove»            | “Where” |
| 5. | CUR             | «Perché»          | “Why”   |
| 6. | QUANTUM         | «Quanto»          | assente |
| 7. | QUOMODO         | «In che modo»     | assente |
| 8. | QUIBUS AUXILIIS | «Con quali mezzi» | assente |

Lo schema dell'Aquinate si adatta molto bene alle esigenze di una corretta informazione proprie dell'epoca attuale. 
È facile verificare, attraverso un esempio molto concreto, l'utilità che questo schema ha in ambito giornalistico.  

Supponiamo di dover scrivere la cronaca di un furto. Nelle prime righe dell'articolo è necessario dire: 
- chi ha commesso il furto (quis),
- che cosa ha rubato (quid),
- quando è avvenuto il furto (quando),
- dove ha rubato (ubi),
- perché ha rubato (cur).

Fin qui, non abbiamo detto nulla di nuovo rispetto alla regola delle 5 W. Ma rimangono da dire altre tre cose importantissime: 
- quanto ha rubato, ovvero il valore economico della merce rubata (quantum),
- in che modo ha agito per rubare (quomodo),
- di quali mezzi si è servito (quibus auxiliis).

Questi elementi della notizia, anche se non fanno parte delle 5 W, ovvero di quel nucleo d'informazioni che vanno fornite nella prima parte dell'articolo, sono importantissimi perché connotano la notizia in maniera determinante.

C'è una evidente differenza, infatti, tra il furto di 1.000 euro e quello di 10.000 o 100.000 euro (quantum). Così come c'è sostanziale differenza tra una rapina con astuzia (ad esempio con un travestimento) e una rapina a mano armata (quibus auxiliis). Non meno importante è il modo in cui il ladro ha condotto l'azione criminosa: con violenza, con pacatezza oppure con freddezza (quomodo).